# Crazy Harry
Crazy Harry est un personnage récurrent de la série télévisée Le Muppet Show. Il est le pyrotechnicien de la troupe.
Fou Harry est caractérisé par ses cheveux noirs sales et non peignés, une barbe hirsute et des yeux cernés. Il apparaît souvent pour faire exploser une charge cachée, au grand dam de sa victime, suivi de son célèbre rire fou et incontrôlable. Une fois, il a aidé le Grand Gonzo dans son numéro d'homme-canon, mettant trop de poudre à canon, entraînant le bras cassé de Gonzo. Dans l'épisode n° 28, il récitait le « Ra-ta-ta-ta-ta! » du refrain de Chanson d'amour, suivi à chaque fois d'une explosion, effrayant les trois chanteuses. Harry a également joué dans un numéro solo avec Jean Stapleton sur I am Just Wild About Harry, avec une collection de boîtes d'explosifs formant un « explodaphone », fournissant des explosions à la fin de chaque verset de la chanson.
Dans les premières saisons de la série, les apparitions de Harry étaient régulièrement basées sur un running gag. Après ces premières saisons, le gag a été mis en veilleuse pour le reste de la série. 

## Apparitions
- Crazy Harry est apparu dans Les Muppets, le film, étant présent dans le public au début du film, activant par deux fois une explosion avant d'être réprimander par Kermit. Il gère exceptionnellement les lumières lors de la chanson-résumé à la fin du film.
- En 2009, il est apparu dans la vidéo virale des Muppets Bohemian Rhapsody, activant plusieurs explosifs, dont une qui énerve particulièrement Sam l'Aigle.
- En 2011, il est apparu dans Les Muppets, le retour, notamment lorsqu'il dynamita la tête d'Abraham Lincoln du Mont Rushmore pour y entreposer la sienne, puis lors de la répétition du spectacle des Muppets, où il s'explosa lui-même, finissant recouvert de cendres et de suie.